# Zermatter Nachtlanglauf
Der Zermatter Nachtlanglauf war ein 10-km-Skilanglaufrennen in den Strassen von Zermatt. Er wurde zwischen 1981 und 1989 achtmal durchgeführt. In den 1980er Jahren war der Langlauf in der Schweiz dank guter Läufer sehr populär. Weil in der Schweiz an verschiedenen Orten Langlaufrennen im Dorfinnern organisiert wurden, nahm die Langlaufgruppe Zermatt die Idee auf und führte am 21. Januar 1981 das Nachtrennen zum ersten Mal durch.

## Strecke und Geschichte
Die Strecke führte von Obere Matten über Bahnhofstrasse, Kirche, Hotel Julen, Bäckerei Biner, Holzbrücke beim Haus Kumme, Getwingbrücke, Getwingstrasse und GGB-Depot zurück zu Obere Matten. Der Kurs war 2.5 Kilometer lang und musste viermal zurückgelegt werden. Die Strassen wurden ab 16.00 Uhr für jeglichen Verkehr und auch für Fussgänger gesperrt. Mit Lastkraftwagen und Elektrofahrzeugen kam der Schnee auf die Strasse und um 18.00 Uhr begann die Präparierung der Loipe. Gestartet wurde dann schliesslich um 20.30 Uhr. Dort, wo die Strassenbeleuchtung nicht ausreichte, wurde die Strecke zusätzlich mit Fackeln beleuchtet. Dies gab ein sehr aussergewöhnliches Ambiente.
Das Rennen kam bei Gästen und Einheimischen sehr gut an und man beschloss, diese Veranstaltung jedes Jahr im Januar durchzuführen. So fand das Rennen jährlich statt bis 1987. Nach der 7. Ausgabe im Januar 1987 häuften sich die kritischen Stimmen. Der Ort Zermatt war mittlerweile stark gewachsen, und der Elektrofahrzeugverkehr hatte stark zugenommen. Zudem gab es immer weniger ein sogenanntes „Januarloch“ ohne besondere Ereignisse oder hohe Touristenzahlen. Es herrschte also praktisch während der ganzen Wintersaison Hochbetrieb im Weltkurort Zermatt. Aus diesen Gründen wurde die Meinung, die Strassen nicht für einige Stunden sperren zu lassen, immer lauter. Schliesslich ging man einen Kompromiss ein: Das Rennen sollte nur noch alle zwei Jahre stattfinden und der Rundkurs wurde verkürzt. Im Jahr 1988 fand somit kein Rennen statt. Im Dezember 1988 entstanden in Zermatt, um den gestiegenen Bedürfnissen der Gäste gerecht zu werden, zwei Elektrobuslinien (Linie Bergbahnen sowie Linie Winkelmatten). Für den Ort war dies eine Bereicherung; für den Zermatter Nachtlanglauf hingegen sollte es das Ende sein. Im Januar 1989 fand der Zermatter Nachtlanglauf zum 8. Mal statt. Die dadurch bedingte vollständige Einstellung der Buslinien sorgte für grossen Ärger bei Gästen und Einheimischen. Deshalb wurde beschlossen, das Rennen in Zukunft nicht mehr durchzuführen. Somit war die Ausgabe 1989 die achte und letzte.

## Zuschauer und Medien
Die Veranstaltung war einer der grössten Sportereignisse im Kanton Wallis. Bei der ersten Ausgabe im Januar 1981 verfolgten rund 3000 Zuschauer das Rennen. Die Zuschauerzahl nahm von Jahr zu Jahr zu. Bei der letzten Ausgabe von 1989 verfolgten insgesamt 5000 Zuschauer das nächtliche Spektakel. Der Walliser Bote, die regionale Zeitung des deutschsprachigen Wallis, berichtete über die erste Ausgabe 1981 wie folgt: „Grossartige Stimmung gestern Nacht im Walliser Topkurort Zermatt. Der Nachtlanglauf mitten durch die Strassen der Station war ein toller Erfolg. Das Teilnehmerfeld wurde auf der Loipe vor rund 3000 Zuschauern verfolgt und lautstark unterstützt. Die Ambiance war wirklich einmalig und liess die Läuferinnen und Läufer Leistungen erbringen, die dem Grossaufwand der Organisatoren gerecht wurde. Zu sehen waren in den teils mit Fackeln beleuchteten Strassen herrliche Laufduelle und dies in allen Kategorien. Als erster grosser Sieger konnte sich nach einem spannenden Wettkampf der Obergommer Konrad Hallenbarter einschreiben lassen.“

## Teilnehmerfeld
Es gingen Läufer u. a. aus den folgenden Nationen an den Start: Deutschland, Finnland, Italien, Vereinigte Staaten, Frankreich und Schweiz. Die gesamte Schweizer Nationalmannschaft trat an. Folgende bekannte Sportler waren mit von der Partie: Jochen Behle (Deutschland), Giorgio Vanzetta (Italien), Konrad Hallenbarter (Schweiz), Giuseppe Ploner (Italien), Dan Simoneau (USA), Andy Grünenfelder (Schweiz), Giachem Guidon (Schweiz), Joos Ambühl (Schweiz), Evi Kratzer (Schweiz), Karin Thomas (Schweiz). Der Schweizer Konrad Hallenbarter konnte bei sechs der acht Durchführungen gewinnen (1981, 1982, 1983, 1984, 1985 und 1989).

## Siegerliste
| Jahr | Sieger                        | Nationalität      | Zeit (min)        |                   | Siegerin                   | Nationalität      | Zeit (min)        |
| ---- | ----------------------------- | ----------------- | ----------------- | ----------------- | -------------------------- | ----------------- | ----------------- |
| 1981 | Konrad Hallenbarter           | Schweiz           | 29:23             |                   | Karin Thomas               | Schweiz           | 17:47             |
| 1982 | Konrad Hallenbarter           | Schweiz           | 28:08             |                   | Evi Kratzer                | Schweiz           | 16:04             |
| 1983 | Konrad Hallenbarter           | Schweiz           | 27:44             |                   | Monika Germann             | Schweiz           | 16:31             |
| 1984 | Konrad Hallenbarter           | Schweiz           | 27:05             |                   | Mićhalina Maciuszek        | Polen             | 16:30             |
| 1985 | Konrad Hallenbarter           | Schweiz           | 25:04             |                   | Karin Thomas               | Schweiz           | 14:10             |
| 1986 | Giachem Guidon                | Schweiz           | 25:35             |                   | Karin Thomas               | Schweiz           | 14:19             |
| 1987 | Daniel Sandoz Battista Bovisi | Schweiz           | 38:58             |                   | Franziska Ogi Karin Thomas | Schweiz           | 29:43             |
| 1988 | nicht ausgetragen             | nicht ausgetragen | nicht ausgetragen | nicht ausgetragen | nicht ausgetragen          | nicht ausgetragen | nicht ausgetragen |
| 1989 | Konrad Hallenbarter           | Schweiz           | 24:29             |                   | Isabelle Detouillon        | Frankreich        | 12:15             |